# Sử Khả Pháp

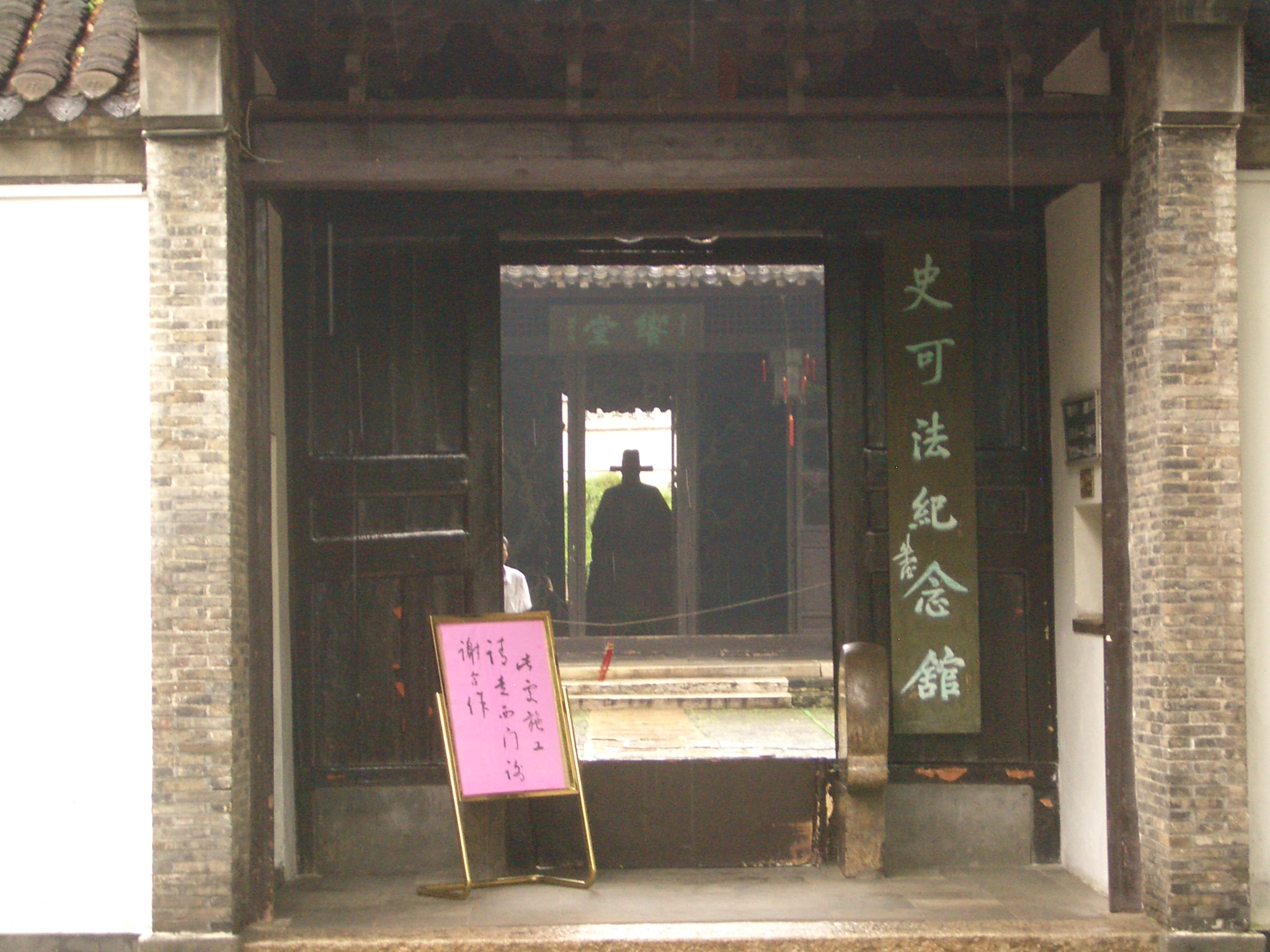
Miếu thờ Sử Khả Pháp ở Dương Châu

Sử Khả Pháp (Chữ Hán: 史可法; bính âm: Shi Kefa) (1601—1645) tự là Hiến Chi, hay Đạo Lân, người Tường Phù (nay là thành phố Khai Phong tỉnh Hà Nam, Trung Quốc), quê quán ở huyện Đại Hưng, phủ Thuận Thiên (nay thuộc Bắc Kinh) cháu đời thứ 49 của Lật Dương Hầu Sử Sùng nhà Đông Hán, từng giữ chức Binh bộ Thượng thư Đông Các Đại học sĩ ở Nam Kinh nhà Minh, được nhà Nam Minh đặt thụy là Trung Tĩnh, vua Càn Long nhà Thanh đặt lại thụy là Trung Chính, các tác phẩm của ông được người đời sau biên soạn thành "Sử Trung Chính công tập"

## Tiểu sử
Năm Sùng Trinh nguyên niên, ông đỗ Tiến sĩ Cập Đệ, được bổ nhiệm làm Suy quan phủ Tây An, từng giữ các chức Hộ Bộ viên ngoại lang, Lang trung. Năm Sùng Trinh thứ 8 (1635) theo Lư Tượng Thăng trấn áp loạn dân ở các vùng. Năm Sùng Trinh thứ 10 (1637) được Trương Quốc Duy tiến cử, thăng chức Đô ngự sử, Tuần phủ An Khánh, Lư Châu,Thái Bình, Trì Châu và các phủ huyện ở Hà Nam, Giang Tây, Hồ Quảng. Năm Sùng Trinh thứ 14 (1641), giữ chức Tổng đốc Tào vận. Tháng 7 năm Sùng Trinh thứ 16 (1643) được thăng Binh bộ Thượng thư Nam Kinh, Tham Tán Cơ Vụ, tham gia xử lý công việc triều chính.
Năm 1644, Lý Tự Thành chiếm Bắc Kinh, ông cùng các quan lại trung thành với nhà Minh ủng hộ chính quyền lưu vong của vua Hoằng Quang, tự xưng là Lễ bộ Thượng thư kiêm Đông Các Đại học sĩ, gọi tắt là Sử Các bộ, sau khi quân Thanh nhập quan, ông chủ trương chinh phạt Lý Tự Thành, cùng các thân sĩ, trung thần ra sức xây dựng và tập hợp lực lượng quân sự chống nhà Thanh, tuy nhiên kế hoạch của ông thất bại vì bị sự phản đối của Mã Sĩ Anh, sau đó ông hợp tác với các thế lực tứ trấn Giang Bắc nhằm đối kháng quân Thanh, chờ thời cơ khôi phục nhà Minh

## Lưu Vong Chốn Giang Nam

### Tập đoàn Giang Bắc Tứ Trấn
Cuối năm 1644 - đầu 1645, khi Lý Tự Thành đã công phá Yên Kinh, soán đoạt ngôi báu, hàng loạt quan văn ra hàng. Thế vậy nhưng, các tập đoàn quân phiệt và võ quan tứ xứ lại đi theo nhà Minh. Bấy giờ, nhà Minh còn giữ được Giang Bắc, do đó mà Sử Khả Pháp lập ra nhóm "Giang Bắc Tứ Trấn", chủ yếu là để củng cố mặt bắc của Nam Minh. Nhưng các võ quan, thay vì tập trung đối kháng phản quân Lý Tự Thành và Trương Hiến Trung, thì lại đấu đá lẫn nhau. Tứ Trấn phòng thủ lỏng lẻo, dẫn đến việc tan rã nhanh chóng. Mặt khác, tướng Tả Lương Ngọc của tiền triều khi định quy hàng cả một vùng Vũ Hán rộng lớn thì Mã Sỹ Anh lại lợi dụng quan hệ với Hồng Quang Đế mà đánh đuổi Tả Lương Ngọc. Trước tình thế đó, các nhóm lại càng chia rẽ sâu xa hơn. Không tới một tháng thì Giang Bắc Tứ Trấn đã hoang tàn. Hu Dị, tổ lăng của Đại Minh rơi vào tay quân Thanh, Hoàng Đức Công đuổi Tả Lương Ngọc, tất cả dường như mất hết.

### Chính Quyền Rệu Rã
Chính quyền của Hồng Quang Đế thực tế thực lực rất yếu, chỉ dựa vào thế lực của các quan mà đứng vững.
Bản thân Hồng Quang Đế Chu Do Tung không được nhiều người công nhận, do ông là cháu của Minh Thần Tông, nhưng lại là con của một vương tử, chứ không phải là hoàng tôn. Việc ông lên ngôi thậm chí là nhờ sự ủng hộ chứ không phải do có chiếu chỉ truyền ngôi. Trong khi tông tích của Thái Tử Chu Từ Lãng, con của Hoàng Đế Sùng Trinh, còn chưa rõ sống chết thì ông đã lên ngôi, khiến lòng dân đại loạn.
Trong khi Sử Khả Pháp nhiều lần dâng sớ xin được chỉnh đốn quân mã, tiến đánh Đại Thuận, Đại Tây và Đại Thanh, thì Hồng Quang lại thẳng thừng từ chối, cho rằng cách tốt nhất là để cho người Mãn trừ phiến quân, sau đó làm ngư ông đắc lợi. Chẳng là kế hoạch của Hồng Quang và Mã Sỹ Anh không mấy lợi mà còn có hại - quân Minh từ đó yếu ớt hơn, non kinh nghiệm tác chiến hơn, lại còn khiến cho quân Thanh dòm ngó ngày càng nhiều hơn. Sử Khả Pháp trong lòng hoảng sợ, nhưng vẫn phải đốc thúc quân sĩ cố thủ thành trì. Quả nhiên, quân Thanh năm 1644 đã tới trước cửa thành Dương Châu.

## Chiến Sự Dương Châu

### Chuẩn bị tác chiến
Quân Nam Minh do non kinh nghiệm tác chiến, nên chủ yếu Sử Khả Pháp phải dựa dẫm vào chiến thuật phòng ngự và thủ thành. Với tất cả những tiền bạc và nguồn lực có sẵn, quân Nam Minh liên tục ráp chiến thuyền, đúc Hồng Di Đại Pháo và thậm chí là cả súng trường phương Tây. Dẫu rằng trong lúc cấp bách và yếu ớt, quân Minh vẫn có trang bị đầy đủ, và thậm chí còn có một lực lượng bán kỵ binh hùng hậu. Lực lượng Thủy Quân tinh nhuệ thừa hưởng từ tiền triều vẫn luôn luôn túc trực phòng thủ trên các dòng sông.
Trong khoản thời gian tháng năm âm lịch, Sử Khả Pháp liên tục gửi thư đốc thúc tăng cường viện quân và phòng ngự, tuy nhiên cuộc nội chiến giữa Mã Sỹ Anh và Tả Lương Ngọc lại khiến cho lực lượng Thủy Quân Nam Minh bị phân tán về chiến trường khác, khiến cho chiến trường kháng Thanh đã khó lại ngày càng khó.

### Chiến sự bùng nổ
Tháng năm âm lịch năm 1645 (Hồng Quang Nguyên Niên), Đa Đạc vương Đại Thanh dẫn quân nam chinh, ứng chiến trước thành Dương Châu. Sử Khả Pháp hai lần kêu thuộc hạ về triều cầu viện binh, nhưng cũng chỉ có lác đác vài ngàn quân ứng cứu. Nhiếp Chính Vương Đa Nhĩ Cổn tự thân gửi thư khuyên Khả Pháp quy hàng, nhưng Khả Pháp dùng lời lẽ ngoan cường mà khước từ. Đa Đạc vì đó mà đốc quân công phá thành trì Dương Châu trong vòng hai mươi bốn ngày liền.
Quân Thanh dựa vào kỵ binh mà tác chiến, đại pháo mấy cỗ, nhưng không thấm vào đâu so với đại pháo Hồng Di của quân Minh. Quân trong thành ngoan cường chống trả kịch liệt, gây tổn thất nhân sự lớn cho quân Thanh, không biết rằng triều đình Nam Minh sẽ không gửi thêm viện quân. Đa Đạc điên tiết nhưng không làm được gì, vì y chưa biết quân Minh bị lục đục nội bộ.
Mật tin quân của Sử Khả Pháp sẽ không nhận được tiếp viện vô tình lọt vào tai của Đa Đạc. Với nguồn tiếp viện vô số, Đa Đạc một mặt công pháp thành, một mặt sai Hán quân giả dạng làm quân Minh, kêu gọi quân trong thành mở cửa đón quân tiếp viện. Quân Minh quả nhiên trúng kế, khiến cho quân Thanh lọt vào thành Dương Châu.

### Dương Châu Thất Thủ
Đêm ngày 24 âm lịch - rạng sáng ngày 25, quân Thanh tràn đầy thành, quân dân Nam Minh chống cự không lại, bị giết vô số. Sử Khả Pháp thấy đã mất thành, liền cắt cổ tự sát. Tuy nhiên, ông lại chưa chết. Ông lệnh đứa con đỡ đầu là Sử Đức Ngụy phải giết ông, nhưng Sử Đức Vỹ ứa nước mắt mà từ chối không làm. Quân Thanh do đó mà bắt sống cả hai cha con.

Đa Đạc vào thành, mời ông đến phủ đệ mà khuyên ông quy hàng.
Trước đây bổn vương đã có khuyên tướng quân quy hàng, nhưng kính nể người là bậc thánh hiền, tận trung báo quốc. Nay cơ nghiệp Đại Minh thế này thì đã hết, ta khuyên tướng quân nên sớm quy hàng, tiên phong Đại Thanh quân mà chinh phạt Giang Nam với ta.
Sử Khả Pháp bình tĩnh mà đáp lại
Thành tại ngã tại, thành vong ngã vong! Nay thành đã mất thì thủ thành chi tướng thời tử vong cùng thành, có đâu mà đi hàng giặc! Đại trượng phu không nói hai lời, tuyệt không hai lòng, cũng không thờ hai chúa! Ta dầu có ngũ mã phanh thây, cũng được tiếng thơm ngàn đời! Thân ta đây, các ngươi thù oán thì cứ chém giết cho hả giận, nhưng bách tính trong thành thời mong đừng đụng đến sợi lông cọng tóc của họ.
Đa Đạc nghe xong nổi giận lôi đình, liền đem ông đi hành hình ngay sau đó. Bấy giờ ông thọ 44 tuổi, phục vụ triều đình nhà Minh được 17 năm liền.
Ngay sau khi hành hình Sử Khả Pháp, Đa Đạc tiến hành đồ sát Dương Châu. Sử cũ gọi là "Dương Châu Thập Nhật", diễn ra trong vòng 10 ngày liền. Tất cả những Hán quân nhà Minh cùng với dân chúng trong thành Dương Châu, bất kỳ ai không chịu "thốc phát" (cạo đầu kiểu Mãn), đều bị thảm sát.
Mười hai ngày sau khi đã sát hại ông, thi thể của ông không thể nào tìm ra được. Sử Đức Vỹ theo di ngôn của ông mà đem bào và mão mà an táng tại Dương Châu năm Long Vũ nguyên niên.
Sau cái chết của ông, nhà Minh đã khó có thể vực dậy được. Mã Sĩ Anh với vua Hoằng Quang đều bị quân Thanh bắt sống khi Kim Lăng thất thủ.